# Сапарева Бања
Сапарева Бања (буг. Сапарева баня) град је у Републици Бугарској, у западном делу земље, седиште истоимене општине Сапарева Бања у оквиру Ћустендилске области.

## Географија
Положај: Сапарева Бања се налази у западном делу Бугарске. Од престонице Софије град је удаљен 70 km јужно, а од обласног средишта, Ђустендила град је удаљен 60 km источно.
Рељеф: Област Сапареве Бање се налази у области горње Струме, на око 750 m надморске висине. Јужно од града издиже се планина Рила. Око града има више топлих и лековитих извора.
Клима: Клима у Сапаревој Бањи је оштрија континентална због знатне надморске висине.
Воде: Око Сапареве Бање протиче више мањих водотока, који се низводно од града уливају у реку Струму.

## Историја
Област Сапареве Бање је првобитно било насељено Трачанима, а после њих овом облашћу владају стари Рим и Византија. Јужни Словени ово подручје насељавају у 7. веку. Од 9. века до 1395. г. област је била у саставу средњовековне Бугарске.
Крајем 14. века област Сапареве Бање је пала под власт Османлија, који владају облашћу 5 векова.
Године 1878. град је постао део савремене бугарске државе. Насеље постоје убрзо средиште окупљања за села у околини, са више јавних установа и трговиштем.

## Становништво
По проценама из 2010. г. Сапарева Бања је имала око 4.200 ст. Огромна већина градског становништва су етнички Бугари. Остатак су махом Роми. Последњих деценија град губи становништво због удаљености од главних токова развоја у земљи.
Претежна вероисповест месног становништва је православна.

## Галерија
- Средишњи трг у Сапаревој Бањи
- Средњовековна Црква св. Николе